# Bajala
Bajala è una suddivisione dell'India, classificata come census town, di 9.960 abitanti, situata nel distretto del Kannada Meridionale, nello stato federato del Karnataka. In base al numero di abitanti la città rientra nella classe V (da 5.000 a 9.999 persone).

## Geografia fisica
La città è situata a 12° 51' 33 N e 74° 53' 13 E.

## Società

### Evoluzione demografica
Al censimento del 2001 la popolazione di Bajala assommava a 9.960 persone, delle quali 4.889 maschi e 5.071 femmine. I bambini di età inferiore o uguale ai sei anni assommavano a 1.188, dei quali 610 maschi e 578 femmine. Infine, coloro che erano in grado di saper almeno leggere e scrivere erano 7.540, dei quali 3.942 maschi e 3.598 femmine.